# جفری بیلدون
جفری بیلدون (انگلیسی: Geoffrey Bayldon؛ ‏ ۷ ژانویهٔ ۱۹۲۴ – ۱۰ مهٔ ۲۰۱۷) یک بازیگر تئاتر، سینما و تلویزیون اهل بریتانیا بود.
از فیلم‌ها یا برنامه‌های تلویزیونی که وی در آن نقش داشته‌است، می‌توان به چارلستون، کازینو رویال، دراکولا، پلنگ صورتی دوباره ضربه می‌زند، عشق ضروری، بلات در چشم‌انداز، قصه‌گو، شاهزاده کاسپین و سفر کشتی سپیده‌پیما و هلیم اشاره کرد.